# Halwar
Halwar (nepalski: हलवार) – gaun wikas samiti w zachodniej części Nepalu w strefie Rapti w dystrykcie Dang Deokhuri. Według nepalskiego spisu powszechnego z 2001 roku liczył on 1659 gospodarstw domowych i 8754 mieszkańców (4486 kobiet i 4268 mężczyzn).